# Peder Oxe

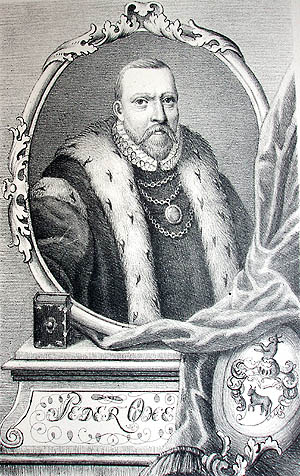
Peder Oxe

Peder Oxe (Peder Oxe til Nielstrup) (7 stycznia 1520 – 24 października 1575) – duński minister finansów i skarbnik Danii.

## Biografia
W wieku 12 lat został wysłany za granicę celem kontynuowania edukacji. Był studentem uniwersytetów w Niemczech, Niderlandach, Francji, Włoszech i Szwajcarii przez kolejne siedemnaście lat. Po powrocie na wieść o śmierci rodziców i po przejęciu opieki nad swoim małoletnim rodzeństwem (11 braci i sióstr) oraz ich praw majątkowych stał się bogatym człowiekiem. 

### Kariera
Niezwykły talent finansowy i zdolności polityczne ułatwiły mu karierę w życiu publicznym. W 1952 uzyskał stanowisko w Riksråd, a w 1554 wypełnił z sukcesem swoją pierwszą misję dyplomatyczną, rozwiązując konflikt między elektorem Saksonii, a elektorem Brandenburgii. W tym samym roku został gubernatorem Kopenhagi i razem z Byrge Trolle objął zarząd nad finansami miasta. 
Kilka lat później popadł w konflikt z królem w kwestii administracji własności publicznej. W związku z tym musiał uciekać do Niemiec w 1558. W Niemczech zaangażował się w spisek mający na celu zdetronizowanie Fryderyka II i osadzenie na tronie Krystyny Duńskiej, córki Christiana II. Kilka lat później, kiedy pojawiły się poważne problemy budżetowe Danii spowodowane zaangażowaniem w wojnę siedmioletnią, Fryderyk II przywrócił go do łask i zwrócił mu skonfiskowane wcześniej dobra i odebrane urzędy
Pozytywne skutki nominacji Oxego dały się odczuć niemal natychmiast – głównie dzięki jego reformom finansowym  (podwyższeniu ceł sundzkich). Podczas rokowań pokojowych po zwycięskiej wojnie Oxe nie tylko znacząco zredukował dług narodowy, ale też zagospodarował wiele przekazywanych ziem koronnych. Oxe zreformował też monetę, rozwinął handel i wprowadził liczne reformy rolne, zwłaszcza na swoich posiadłościach, które powiększał, aż pod koniec życia został najbogatszym posiadaczem ziemskim w kraju.
Oxe zmarł w 1575. Głównie dzięki jego wysiłkom Dania przez krótki okres wyniesiona została do rangi mocarstwa.  

## Referencje
Ten artykuł naprzemiennie cytuje:
- P. Oxe's live og levuet (Kopenhaga: 1675)
- Danmarks riges historie, vol. 3 (Kopenhaga: 1897–1905)